# 올드 스테이트 하우스

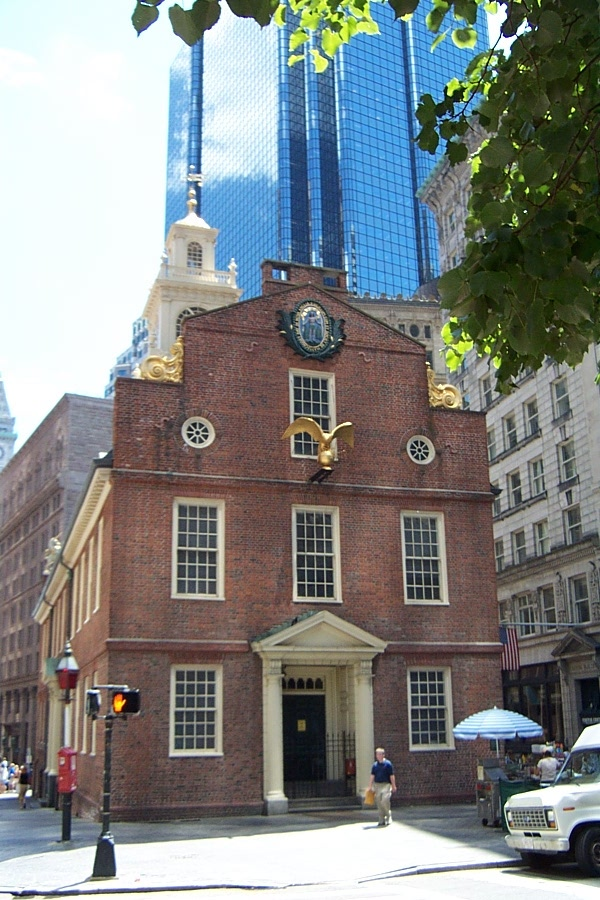
올드 스테이트 하우스

올드 스테이트 하우스(Old State House)는 미국 매사추세츠주 보스턴에 있는 구 의사당이다. 워싱턴 가와 스테이트 가의 교차로에 위치한다. 1713년에 건축된 보스턴에서 가장 오래된 공공 건물이며 신세계에서 선거에 의해 선출된 의회의 의사당으로도 처음이다. 현재 보스턴의 역사 학회 보스토니언 소사이어티가 운영하고있다. 현재는, 프리덤 트레일을 지나는 관광 명소 중 하나이다.